# Ratusz w Głogowie
Początki głogowskiego ratusza sięgają końca XIII wieku, czyli czasów lokacji miasta przez Konrada I głogowskiego, kiedy wybudowano wieżę-strażnicę. Z czasem obiekt rozbudowano i w 1349 w Głogowie powstał dwuskrzydłowy, murowany ratusz. Budynek zniszczyły jednak pożary w latach 1420 i 1433. Największy pożar miał miejsce w roku 1574, po którym ratusz odbudowany został w stylu renesansowym, a wieżę zwieńczono hełmem. Widok obiektu z tego okresu uwiecznił  w XVIII wieku na rysunku Friedrich Bernhard Werner, który opublikowano w dziele Topographia Seu Compendium Silesiae. 
Ratusz utracił swoją formę renesansową podczas gruntownej przebudowy w latach 1823–1835 według projektu architekta A. Sollera. Powstały wtedy dwa kontrastujące ze sobą skrzydła: zachodnie o cechach klasycyzmu pruskiego i wschodnie, zbudowane w modnym wówczas stylu florenckim.
W XIX wieku zegar na wieży ratuszowej miał odwrotne ustawienie wskazówek – duża pokazywała godziny, mała minuty. Stawało się to powodem częstych spraw i nieporozumień między przyjezdnymi a miejscowymi. Głogowianie odczuwali rodzaj dumy, traktując zegar jako swoisty znak wyróżniający ich miasto. Później na głogowskim ratuszu czas odmierzał zegar z głogowskiej fabryki zegarów Weissa, który zdobył złoty medal na wystawie światowej w Wiedniu w 1873 roku.
Na głogowski ratusz 5 marca 1933 roku wciągnięto po raz pierwszy sztandar ze swastyką. W czasie walk o Głogów w 1945 ratusz został poważnie zniszczony i wypalony. Z wieży pozostały jedynie jej dolne fragmenty.
Decyzję o odbudowie ratusza w formie, którą posiadał po przebudowie z 1835 roku podjął Urząd Miejski w styczniu 1984 roku, zaś roboty budowlane wykonywane były od maja 1984. Inwestycja ta pochłonęła przez 18 lat kwotę 14 mln zł. W roku 2000 na ukończeniu było zachodnie skrzydło budynku. Od 2002 roku ratusz ponownie służy mieszkańcom miasta i mieści się w nim Urząd Miejski. 
Wieża, o wysokości 80,35 m (najwyższa wieża ratuszowa na Śląsku i druga w Polsce – po gdańskim Ratuszu Głównego Miasta; niższa od pierwowzoru z 1720 roku o 13 cm), zrekonstruowana została w latach 1994–1996, na podstawie stanu z 1720 roku. Jej podstawa jest kwadratowa, a wyżej przechodzi w ośmiokąt. W 2016 roku ogłoszono przetarg na otynkowanie wieży. Odtworzono też zegar o średnicy tarcz 3,55 m. Na wysokości 47,07 m znajduje się taras widokowy.
W skrzydle wschodnim na parterze zachowane są cenne wnętrza, pochodzące głównie z przełomu gotyku i renesansu. Jedno z pomieszczeń posiada sklepienie sieciowe – wsparte na centralnym słupie. Sąsiadująca z nim sala ozdobiona jest sklepieniem kryształowym.
Z wieży ratuszowej nadaje Radio Elka Głogów (89,6 MHz; ERP 0,2 kW).